# أندرو كلارك (لاعب هوكي الجليد)
أندرو كلارك هو لاعب هوكي الجليد كندي، ولد في 8 أبريل 1988 في براندون في كندا.

## وصلات خارجية
- أندرو كلارك على موقع دوري الهوكي الوطني (الإنجليزية)
- أندرو كلارك على موقع EliteProspects.com (الإنجليزية)
- أندرو كلارك على موقع HockeyDB.com (الإنجليزية)